# Hélio Sousa
Pour les articles homonymes, voir Sousa.
Hélio Sousa, de son nom complet Hélio Filipe Dias Sousa, est un joueur et entraîneur portugais né le 12 août 1969 à Setúbal.

## Carrière

### Joueur
Il a joué toute sa carrière professionnelle au Vitória Setúbal, de 1987 à 2005. Il fait partie de l'équipe du Portugal vainqueur de la Coupe du monde de football des moins de 20 ans 1989.